# Vincenzo Ranuzzi
Vincenzo Ranuzzi (ur. 1 października 1726 w Bolonii, zm. 27 października 1800 w Ankonie) – włoski kardynał.

## Życiorys
Urodził się 1 października 1726 roku w Bolonii, jako syn Marcantonia Ranuzziego i Marii Bergonzi Parmigiany. Studiował na La Sapienzy, gdzie uzyskał doktorat utroque iure. 5 kwietnia 1760 roku przyjął święcenia kapłańskie. Następnie został referendarzem Trybunału Obojga Sygnatur i relatorem Świętej Konsulty. 11 września 1775 roku został tytularnym arcybiskupem Tyru, a sześć dni później przyjął sakrę. W latach 1775–1782 był nuncjuszem w Wenecji, a w okresie 1782–1786 – w Portugalii. 14 lutego 1785 roku został kreowany kardynałem prezbiterem i otrzymał kościół tytularny Santa Maria sopra Minerva. Tego samego dnia został arcybiskupem ad personam Ankony. Podczas okupacji francuskiej, został zmuszony do złożenia deklaracji lojalności wobec Republiki Francuskiej. Zmarł 27 października 1800 roku w Ankonie.